# Смит, Джеки
Жаклин Джилл Смит, баронесса Смит Малвернская (англ. Jacqueline Jill Smith, Baroness Smith of Malvern, более известная как Джеки Смит (англ. Jacqui Smith); род. 3 ноября 1962, Малверн, Вустершир, Англия) — британский политик-лейборист, член парламента с 1997 года. С 1999 по 2006 год занимала младшие министерские посты в правительстве Тони Блэра, в 2006 году была назначена старшим организатором Лейбористской партии. В 2007 году в рамках кадровых перестановок, проведённых новым премьер-министром Гордоном Брауном, Смит стала первой в истории Великобритании женщиной, занявшей пост министра внутренних дел, и оставалась на этом посту до 2009 года.

## Биография
Жаклин Джилл Смит (Jacqueline Jill Smith), более известная как Джеки Смит (Jacqui Smith), родилась 3 ноября 1962 года в семье учителей. Выросла в городе Малверн (графство Вустершир, Англия). В 16 лет вступила в Лейбористскую партию. Окончила Хартворджский колледж в Оксфордском университете, затем получила педагогическую подготовку в Вустерском колледже высшего образования.
В 1986 году Смит переселилась в город Реддич в Вустершире, где стала членом муниципального совета от лейбористов. В течение десяти лет преподавала бизнес и экономику в школах. В 1986 году Смит начинала работу в средней школе Эрроу Вейл (Arrow Vale High School) в Реддиче, а вершиной её педагогической карьеры стала должность главы экономического отделения в средней школе Хэйбридж (Haybridge High School) в селении Хэгли. Там она проработала до 1997 года.
В рамках своей политической деятельности Смит была исследователем в аппарате бывшего члена парламента от Бирмингема Терри Дэвиса (Terry Davis). В 1992 году она баллотировалась на парламентских выборах от одного из избирательных округов Вустершира, но потерпела поражение. В 1997 году, когда лейбористы во главе с Тони Блэром одержали решительную победу на всеобщих выборах, Смит была избрана в парламент от Реддича. Она вошла в состав специального комитета Палаты общин по финансам.
В 1999 году Смит начала работать в правительстве. Занимала младшие министерские должности в министерствах образования, здравоохранения, торговли и промышленности. Отвечала за программу по борьбе с плохим поведением в школах (на эту программу было выделено 140 миллионов фунтов стерлингов). Занимая должность младшего министра по делам женщин и равноправия, вводила церемонии заключения «гражданских союзов» между гомосексуалистами. В 2001 и 2005 году Смит благополучно переизбиралась в парламент от Реддича.
В мае 2006 года, во время правительственных перестановок, Смит была назначена главным партийным организатором лейбористов. На этом посту в сентябре 2006 года ей пришлось бороться с попыткой партийного переворота со стороны противников Тони Блэра, обвинявших его в развязывании войны в Ираке на основе косвенных сведений разведки.
27 июня 2007 года Тони Блэр официально ушёл в отставку с поста премьера, и его место занял Гордон Браун. Согласно распространённому среди парламентариев мнению, Смит не входила в число приближённых к Брауну лиц, но пользовалась его расположением. В ходе проведённых новым премьером перестановок Смит 28 июня стала первой в истории Великобритании женщиной, занявшей пост министра внутренних дел. Главные задачи, стоявшие перед министерством, относились к области национальной безопасности, в частности борьбы с терроризмом.
С террористической угрозой Смит пришлось столкнуться уже на следующий день после назначения на министерский пост: 29 июня в центре Лондона был обнаружен заминированный автомобиль. Министр внутренних дел председательствовала на созванном по этому поводу заседании чрезвычайного правительственного комитета Cobra. Смит объявила, что Великобритания подвергается «серьезной и постоянной» угрозе со стороны международного терроризма. 1 июля произошёл новый инцидент: в здание международного аэропорта Глазго врезался автомобиль, после чего уровень террористической угрозы был поднят до наивысшего и оставался таким на протяжении трёх дней.
В июле 2007 года Браун поручил Смит оценку законопроекта о наркотиках, в связи с чем она призналась, что в юности курила марихуану. После этого в том же признались ещё семь членов правительства Брауна. При этом в мае 2008 года Смит вопреки предложениям советников правительства настояла на ужесточении наказания за потребление и хранение марихуаны.
В январе 2008 года Смит предложила законопроект об увеличении прав полиции в борьбе с терроризмом, предусматривавший, в частности, задержание подозреваемых в терроризме на срок до 42 дней, что встретило негативную оценку большинства политических партий и правозащитных организаций. В июне законопроект был одобрен Палатой общин, но в октябре 2008 года был все же отклонен Палатой лордов.
В бытность Смит министром внутренних дел в сентябре 2008 года Великобритания начала выдавать отдельным категориям иностранцев особые биометрические карты, содержащие, в частности, отпечатки пальцев. Кроме того, в мае 2009 года был опубликован список 22 лиц, занимавшихся разжиганием ненависти, которым был запрещен въезд в страну, в связи с чем Смит заявила, что «посещение Соединенного Королевства является привилегией», которую нельзя распространять на людей, попирающих британские ценности.
В первой половине 2009 года Смит оказалась в центре скандалов, связанных с оформлением дома своей сестры в качестве своего собственного и с просмотром её мужем платных порнографических фильмов за государственный счет. В связи с этим в начале июня 2009 года Смит подала в отставку с поста министра.
Джеки Смит живёт в Реддиче с мужем Ричардом Тимни (Richard Timney) и сыновьями Джеймсом и Майклом. Джеки познакомилась с Ричардом в колледже в Вустере, по профессии он инженер-строитель.